# Lianella Carell

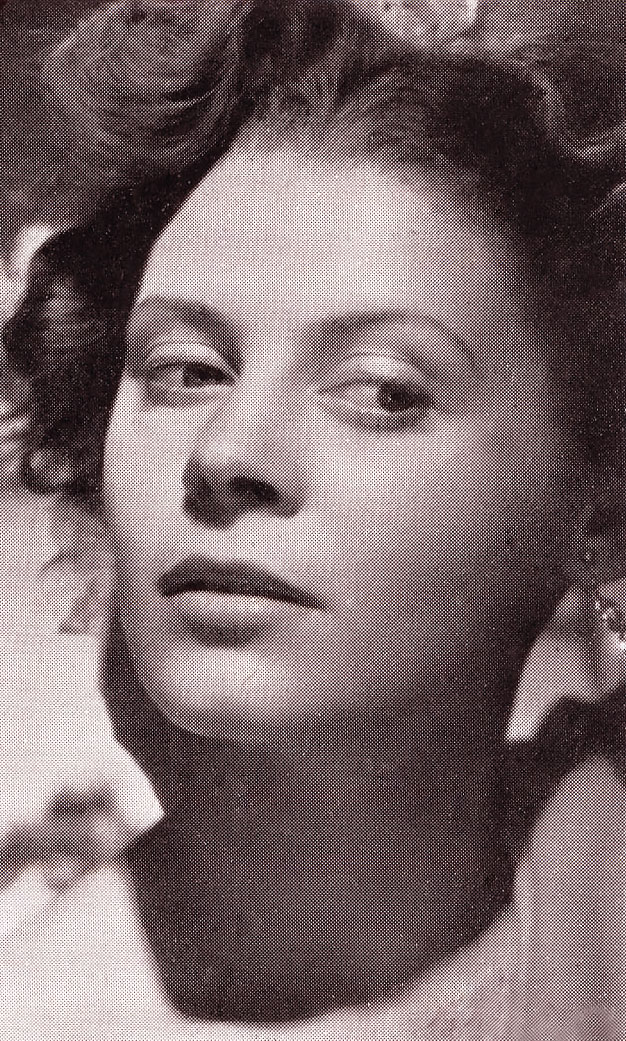
Lianella Carell (1951)

Lianella Carell (* 6. Mai 1927 in Rom; † 19. Dezember 2000 ebenda) war eine italienische Schauspielerin und Autorin.

## Leben
Carell war eines der weiblichen „Gesichter von der Straße“ im italienischen Neorealismus, hatte aber im Gegensatz zu den meisten ihrer Kolleginnen bereits vorher deutlichen Kulturbezug. Sie volontierte als Kulturjournalistin beim Radio und gewann den „Premio Vendemmia“ für Dichtung, bevor sie durch ein Interview mit Vittorio De Sica für den Film entdeckt wurde. Der Regisseur war auf der Suche nach Darstellerinnen für seine Fahrraddiebe und verpflichtete die junge Gesprächspartnerin. Es gelang Carell, neben ihren tatsächlich „von der Straße“ stammenden Mitspielerinnen genauso realitätsnah zu wirken. Für rund ein Jahrzehnt verfolgte sie danach eine Filmkarriere, mit Höhen und Tiefen, aber niemals mehr mit einem ähnlichen Erfolg wie bei ihrem Erstling. Am nächsten kam sie diesem mit ihrer zurückhaltenden und würdevollen Frau in Das Gold von Neapel neben Totò.
1956 veröffentlichte Carell den Roman La pellicana; bald danach wandte sie sich völlig dem Schreiben (auch von Drehvorlagen) zu.

## Filmografie (Auswahl)
Darstellerin
- 1948: Fahrraddiebe (Ladri di biciclette)
- 1954: Cose da pazzi
- 1954: Das Gold von Neapel (L'oro di Napoli)
- 1958: Kanonenserenade (Pezzo, capopezzo e capitano)
- 1958: Gli zitelloni

Drehbuchautorin
- 1959: Liebe und Verdruß (Amore e guai)
- 1969: Mord im schwarzen Cadillac (Femmine insaziabili)